# قاطرة خزان

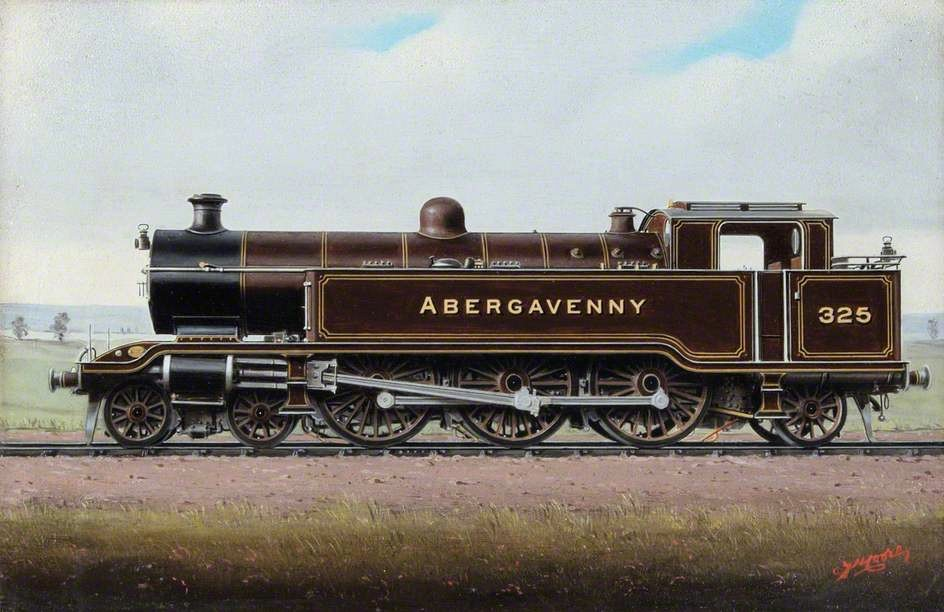
فئة LB & SCR J1

قاطرة الخزان أو محرك الخزان أو قاطرة الصهريج عبارة عن قاطرة بخارية تحمل الماء في واحد أو أكثر من خزانات المياه على متنها. قد يحتوي محرك الخزان أيضًا على مخبأ (أو خزان زيت) لاستيعاب الوقود.
هناك عدة أنواع مختلفة من قاطرات الخزانات، تتميز بموقع وأسلوب خزانات المياه ومخابئ الوقود. النوع الأكثر شيوعًا هو خزانات مثبتة على جانبي المرجل. نشأ هذا النوع حوالي عام 1840 وسرعان ما أصبح شائعًا للمهام الصناعية، وفي وقت لاحق من أجل تحويل واجبات الخط الرئيسي للمسافة الأقصر.
تتمتع قاطرات الخزانات بمزايا وعيوب مقارنة بالقاطرات التقليدية.